# Fiammetta Michaelis
Fiammetta Michaelis (Firenze, 1465 – Roma, 1512) fu una cortigiana del Rinascimento romano.
A lei è intitolata Piazza Fiammetta all'angolo con Via degli Acquasparta, a Roma, dove si trova la sua casa.

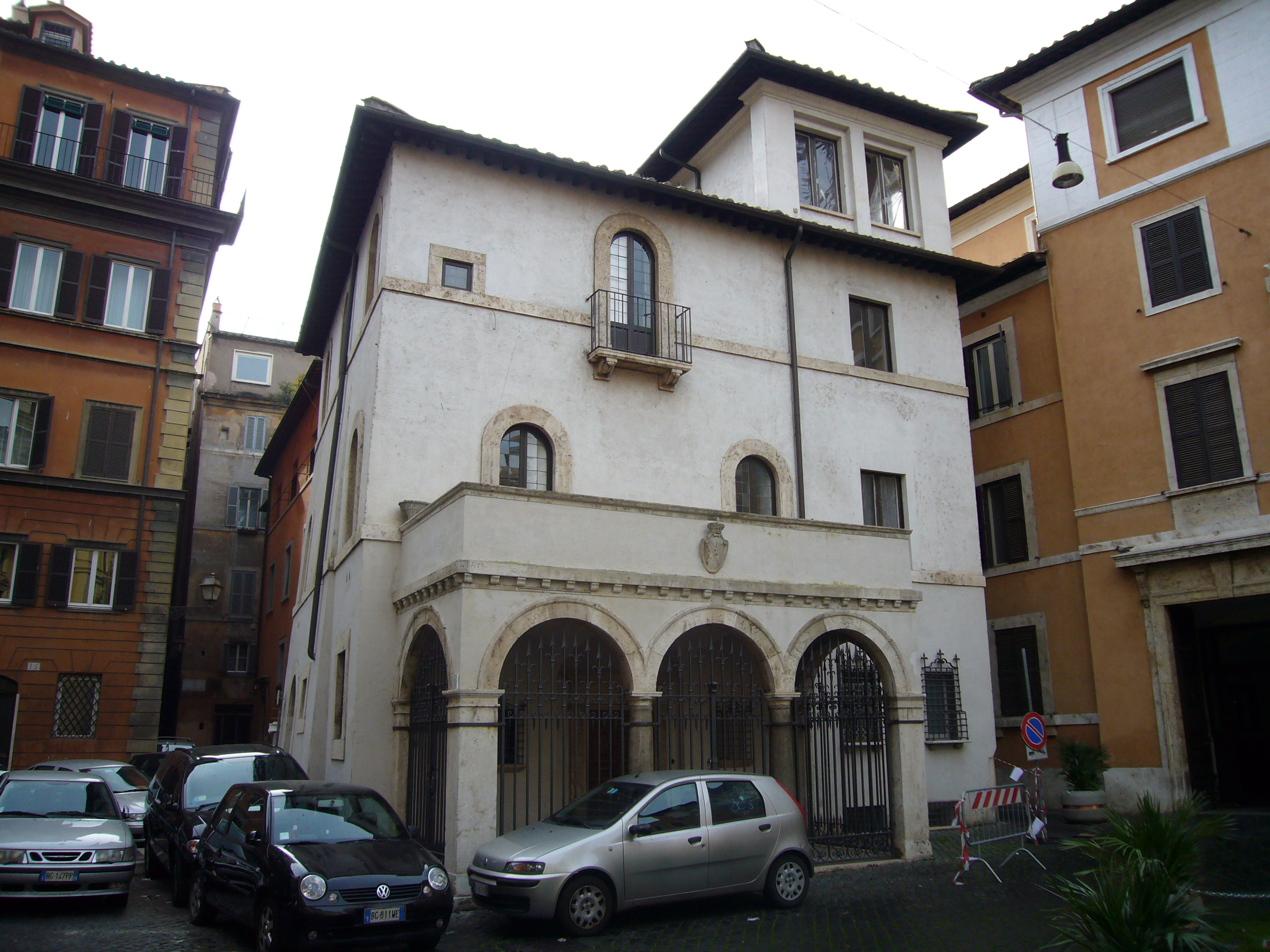
La casa di Fiammetta ai Coronari, nella piazzetta moderna, oggi omonima

## Biografia
Fiammetta fu figlia di Michele e Santa Cassini. Scarse sono le notizie sulla sua vita: nata a Firenze, alla morte del padre nel 1479 era certamente a Roma con la madre. Il 13 novembre di quell'anno, infatti, una commissione di quattro prelati istituita da Papa Sisto IV le dona, a titolo di dote, una vigna presso il belvedere Vaticano e tre case (una in via dei Coronari, una in via degli Acquasparta, una con torre nello scomparso vicolo della Palma). Tali proprietà appartenevano al cardinale Giacomo Ammannati Piccolomini, morto nel 1479. 

In origine il testamento era diverso, e donava a Fiammetta tutti i beni del cardinale; la commissione, però, ridusse il lascito alla damigella di singolare beltà, per amore di Dio e per provvederla di una dote.
Se si esclude la vicenda del palazzetto, la fama di Fiammetta è legata alla relazione con Cesare Borgia. Anche di questo si conosce poco: risulta, però, che l'intestazione del suo testamento fosse Flammettae Ducis Valentini Testamenti Transumptum. Fiammetta asseriva di voler essere sepolta nella Basilica di Sant'Agostino in Campo Marzio, all'epoca frequentata dalle prostitute romane, dove aveva predisposto per sé una cappella e dove era sepolto lo stesso cardinale Ammannati. 

Pietro Aretino sembra confermarlo nel suo Il piacevole ragionamento; ad oggi, però, non c'è più traccia della sua sepoltura.
Lasciò un’ingente eredità al figlio.